# 吸吸吸吸吸血鬼
《吸吸吸吸吸血鬼》，簡稱）是奧嶋寬雅創作並連載於《別冊少年Champion》的吸血鬼題材BL日本漫畫。本作於2024年2月宣布真人電影及電視動畫改編，電視動畫於2025年1月至3月播出，而真人電影則於2025年7月4日上映。

## 劇情簡介
吸血鬼蘭丸在被吸血鬼獵人追捕、瀕臨死亡之際，被年幼的李仁救了一命。從那之後的近十年，他一直住在李仁家經營60年的澡堂「戀之湯」裡工作。蘭丸偏愛「18歲處男」的血液，因此他一邊保護李仁的貞操，一邊覬覦他的血液。然而，在李仁高中入學典禮當天，他卻對同班的女生葵一見鍾情。蘭丸為了阻止李仁失去童貞而採取了行動。

## 登場人物

### 主要人物
森蘭丸（聲：浪川大輔/ 演：吉澤亮）
本作主角、450歲的吸血鬼，喜愛男童貞的血液。曾與織田信長、土方歲三、坂本龍馬、太宰治等著名人物接觸。曾在吸血鬼獵人追殺時被小時候的立野李仁所救，之後被李仁家經營的澡堂-「戀之湯」收留，為了報恩而在澡堂工作將近十年，因為勤勉的工作態度而被李仁雙親肯定而相處融洽，但除了報恩外本身其實也覬覦李仁的童貞之血，因此想方設法阻礙李仁在校園生活裡萌生的戀情。
立野李仁（聲：小林裕介/ 演：板垣李光人）
15歲的美少年，「戀之湯」第四代继承人，個性純真善良，小時候誤打誤撞救助被吸血鬼獵人追殺的森蘭丸，熟識後將對方視同兄長般相處，但卻不知暗地被森蘭丸覬覦其血液，對即將迎來的高中生活充滿期待。喜歡上高中入學第一天就不小心碰撞而相識的篠塚葵。
篠塚葵（聲：風間萬裕子/ 演：原菜乃華）
李仁的同學，外型清純可愛，高中入學第一天因不小心碰撞而和李仁結識，只將李仁視為普通朋友，對他並沒有戀愛的感覺，被森蘭丸誤會是李仁的曖昧對象找上門與其對峙時反而愛上他。後來前往「戀之湯」消費再度巧遇森蘭丸，雖然第一時間被森蘭丸忽悠但仍憑著自己的觀察確定前者真身就是來找她的吸血鬼，為了能拉近與森蘭丸的距離而購買大量的吸血鬼戀愛小說。
篠塚健（聲：八代拓/ 演：關口Mandy）
葵的哥哥，外號「弗蘭肯」。
坂本梅太郎（聲：小西克幸/ 演：滿島真之介）
李仁和葵的班主任、吸血鬼獵人，同時也是坂本龍馬的後裔。
山羽薰（聲：關根明良）
和李仁讀同一所高中的高二女學生，太妹軍團（G4）之一。
森長可（聲：中村悠一/ 演：真榮田鄉敦）
森蘭丸的哥哥、矮子，強大的吸血鬼。曾化名岡田以藏和開膛手傑克。由於曾看過禁斷之書而與一般吸血鬼同樣害怕十字架。

## 創作
由于作者奧嶋寬雅是作石貴浩的粉絲，作石貴浩又曾致敬藤子不二雄和角田次朗，因此本作中也出現許多類似的致敬和模仿元素。奧嶋寬雅表示本作的靈感來源是在其觀看《夜访吸血鬼》後，萌生了「吸血鬼＝美男子」的印象。此外，由於奧嶋喜歡「昭和時期傳統家庭美好的日常畫面」，因此在描繪對話場景時，特別注重展現類似「家人團聚的溫馨場景」。關於奧嶋寬雅創作短篇《軍服先生～吸血鬼與戀愛～》（日語：軍服さん〜吸血鬼と恋〜）的原因，奧嶋寬雅表示是當時的女性編輯建言，加上許多女性喜歡軍服所以奧嶋寬雅才決定以軍服為主打元素創作。
在本作中，由於立野李仁只有15歲，因此作者刻意將蘭丸刻畫成「更成熟」以凸顯年齡的差距。對於設定，奧嶋希望展現出「愛情喜劇」的一面，因此將背景設定在「高中的三年」。此外，對於「吸血鬼喜歡處女的血」這一傳統印象，奧嶋將其轉化為「18歲童貞的血」的設定。奧嶋補充表示立野李仁的靈感來自10歲的兒子以及年輕時的自己。除此之外，在創作的過程中奧嶋還參考了高橋留美子的《福星小子》以及矢澤愛的《近所物語》的角色配置等。
本作作品中的舞台「戀之湯」是奧嶋寬雅取材自石神井台的「龍之湯」（日語：たつの湯）。

## 出版書籍
| 卷數 | 秋田書店       | 秋田書店               | 東立出版社    | 東立出版社             |
| 卷數 | 發售日期       | ISBN                   | 發售日期      | ISBN                   |
| ---- | -------------- | ---------------------- | ------------- | ---------------------- |
| 1    | 2022年3月8日   | ISBN 978-4-253-22973-9 | 2023年5月4日  | ISBN 978-626-347-047-7 |
| 2    | 2022年7月7日   | ISBN 978-4-253-22974-6 | 2025年3月13日 | ISBN 978-626-02-3307-5 |
| 3    | 2022年11月8日  | ISBN 978-4-253-22975-3 |               |                        |
| 4    | 2023年3月8日   | ISBN 978-4-253-22976-0 |               |                        |
| 5    | 2023年7月6日   | ISBN 978-4-253-22977-7 |               |                        |
| 6    | 2023年12月7日  | ISBN 978-4-253-22978-4 |               |                        |
| 7    | 2024年3月7日   | ISBN 978-4-253-22979-1 |               |                        |
| 8    | 2024年10月16日 | ISBN 978-4-253-22980-7 |               |                        |
| 9    | 2024年12月16日 | ISBN 978-4-253-29494-2 |               |                        |
| 10   | 2025年3月7日   | ISBN 978-4-253-29495-9 |               |                        |
| 11   | 2025年6月26日  | ISBN 978-4-253-29496-6 |               |                        |

## 電視動畫
於2025年1月11日在朝日電視台播出，Netflix則於1月12日獨佔播出。

### 製作人員
- 原作：奧嶋寬雅
- 導演：川崎逸朗
- 副導演：球野たかひろ
- 系列構成：福田裕子
- 角色設計：番由紀子
- 總作画監督：増田俊介、清丸悟
- 色彩設計：吉村智恵
- 美術監修：加藤浩
- 美術監督：坂上裕文
- 3DCG監督：海瀬大
- 攝影監督：小池里恵子
- 攝影：Assez Finaud Fabric.
- 編輯：平木大輔
- 音樂：市川淳
- 音樂制作：Bit grooove promotion
- 音響効果：小山恭正
- 動畫制作：GAINA

### 主題歌
片頭曲
演唱：BLUE ENCOUNT，作詞、作曲：田邊駿一，編曲：BLUE ENCOUNT。
片尾曲NE-CHU-SHOW
演唱、作詞、作曲：，編曲：、石井浩平。

### 各話列表
| 話數   | 標題                          | 分鏡           | 演出     | 作畫監督                                                                                                   | 總作畫監督                 | 首播日期       |
| ------ | ----------------------------- | -------------- | -------- | --- | -------------------------- | -------------- |
| 第1話  | 公共澡堂的吸血鬼              | 川崎逸朗       | 川崎逸朗 | 增田俊介、                                                                                                 | 番由紀子                   | 2025年 1月11日 |
| 第2話  | 討厭的吸血鬼                  | 川崎逸朗       | 球野     | 池森繪美、南方麻奈美                                                                                       | 增田俊介、番由紀子         | 1月18日        |
| 第3話  | 弗蘭肯科學怪人與吸血鬼        | 川崎逸朗       | 川崎逸朗 | 、南方麻奈美                                                                                               | 清丸悟、番由紀子           | 1月25日        |
| 第4話  | 吸血鬼的睡衣派對              | 川崎逸朗、球野 | 球野     | 大村将司、高原修司、池森繪美、增田俊介                                                                     | 增田俊介、番由紀子         | 2月1日         |
| 第5話  | 宿命的吸血鬼                  | 金澤洪充       | 川崎逸朗 | 小川一郎、南方麻奈美                                                                                       | 清丸悟、番由紀子           | 2月8日         |
| 第6話  | 被逼迫的吸血鬼 迫られる吸血鬼 | 金澤洪充       | 球野     | 岩渕泰大、高原修司、善似郎、袴田裕二、增田俊介                                                             | 增田俊介、番由紀子         | 2月15日        |
| 第7話  | 四面楚歌的吸血鬼              | 川崎逸朗       | 川崎逸朗 | 小川一郎、南方麻奈美                                                                                       | 番由紀子                   | 2月22日        |
| 第8話  | 女孩與吸血鬼                  | 川崎逸朗、球野 | 球野     | 池森繪美、高原修司、袴田裕二、增田俊介                                                                     | 增田俊介、番由紀子         | 3月1日         |
| 第9話  | 一家人與吸血鬼                | 金澤洪充       | 川崎逸朗 | 岩渕泰大、善似郎、南方麻奈美                                                                               | 清丸悟、番由紀子           | 3月8日         |
| 第10話 | 坂本老師與吸血鬼              | 川崎逸朗       | 須永賴太 | 八太悠、小川一郎、江崎稔、中村与史子、高原修司、袴田裕二、大津晃平、石森愛、池森繪美、增田俊介、南方麻奈美 | 增田俊介、番由紀子         | 3月15日        |
| 第11話 | 愛，十字架與吸血鬼            | 田村亮太       | 田村亮太 | 田村亮太、岩渕泰大、大津晃平                                                                               | 番由紀子                   | 3月22日        |
| 第12話 | 就這樣，新的吸血鬼誕生        | 川崎逸朗       | 川崎逸朗 | 池森繪美、南方麻奈美、石森愛、大津晃平、善似郎                                                             | 增田俊介、清丸悟、番由紀子 | 3月29日        |

## 電影
原訂於2025年2月14日上影，由於主演演員吉澤亮於2024年12月30日酒醉誤入隔壁鄰居住宅的醜聞事件，本片於2025年1月14日宣布延期上映，後改定於2025年7月4日上映。

### 演員
- 森蘭丸：吉澤亮
- 立野李仁：板垣李光人
- 篠塚葵：原菜乃華
- 篠塚健(弗蘭肯)：關口Mandy
- 坂本梅太郎：滿島真之介
- 織田信長：堤真一
- 立野晴彦：音尾琢真
- 立野珠緒：映美倉良
- 立野長次郎：笹野高史
- 森長可：真榮田鄉敦
- ギャング：間宮祥太朗

## 評價
曾為吸血鬼題材作品配音的堀江瞬表示本作的畫風和搞笑成分與古屋兔丸的風格相似。堀江補充道，漫畫中有對許多其他漫畫家的致敬元素，比如在搞笑場景中，出現類似楳圖一雄風格的畫法，以及《賭博默示錄》、《玻璃假面》、《明日之丈》等作品的元素和對山崎将义的歌曲《One more time, One more chance》的歌詞致敬。麒麟的川島明評價本作非常有趣。

## 外部連結
- 官方网站－動畫（日語）
- 官方网站－電影（日語）